# Diplomado (curso)

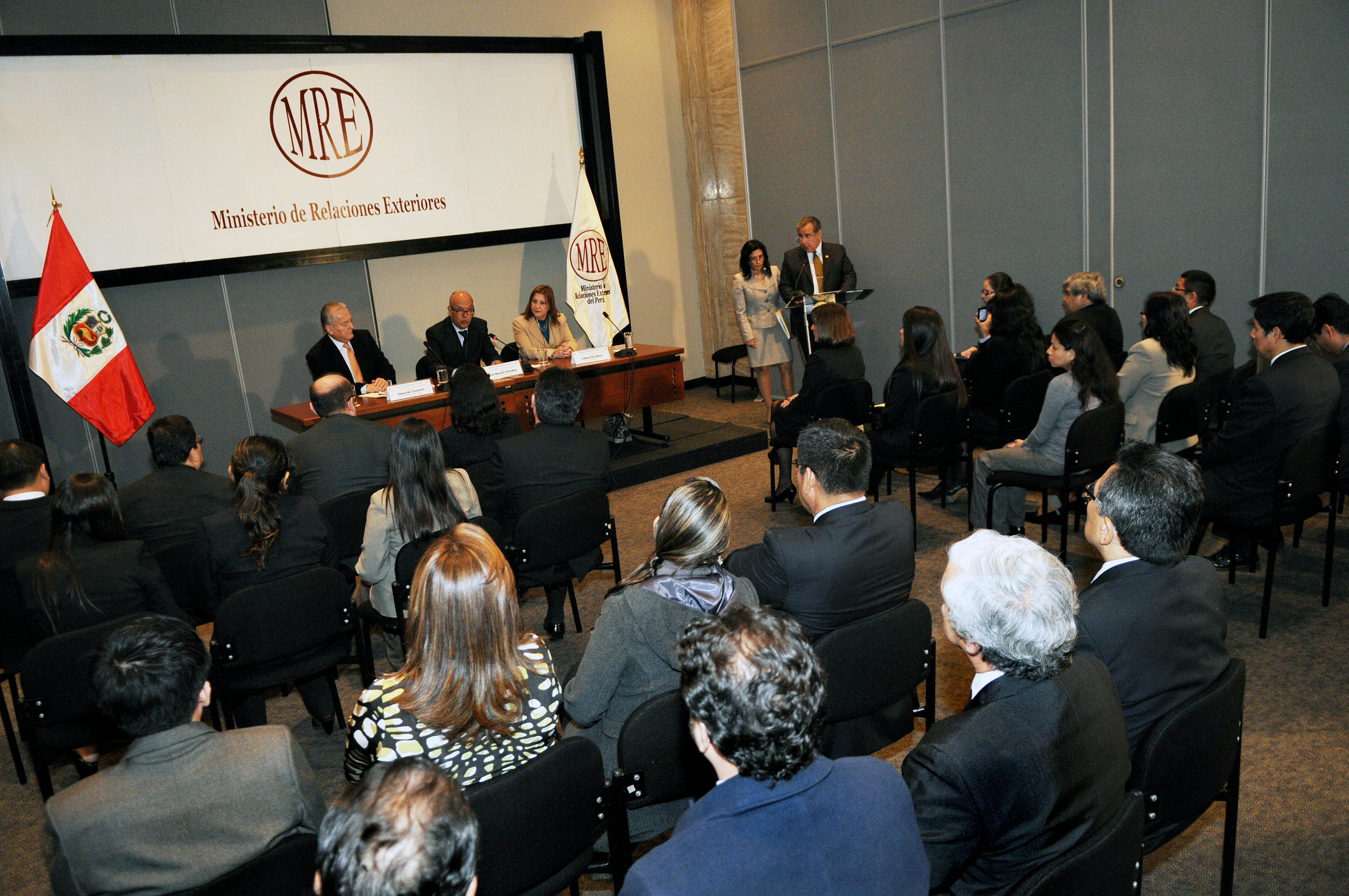
Ceremonia de clausura de un diplomado.

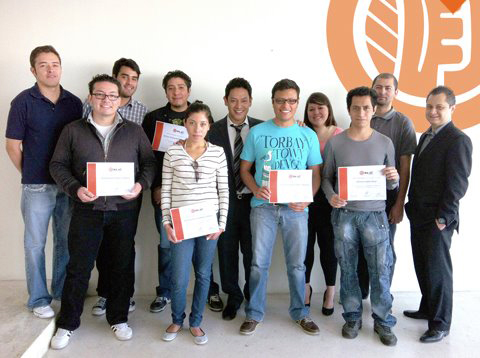
Graduados de un diplomado mostrando sus diplomas.

Un diplomado (en griego: δίπλωµα. díplōma) en Hispanoamérica es un curso de corta o mediana duración (80 a 120 horas), generalmente dictado por una universidad o institución de educación superior, que tiene el propósito de enseñar, complementar o actualizar algún conocimiento o habilidad específica. Se diferencia de una especialización, en que los diplomados no conducen a la obtención de ningún título ni grado académico.
Los diplomados pueden ser dictados de forma presencial o a distancia (virtuales), con ayuda de las tecnologías de la información y la comunicación. Aunque suelen estar dirigidos a los egresados universitarios, no siempre se les exige el poseer un grado académico para poder cursarlos.
Entre los diplomados de mayor demanda tenemos:
- Administración de empresas
- Administración de proyectos
- Habilidades directivas
- Recursos humanos
- Ventas
- Mercadotecnia
- Planeación estratégica
- Finanzas
- Administración pública